# Katia Chapoutier
Katia Chapoutier, née le 21 août 1973, est une journaliste et documentariste française.

## Biographie
Katia Chapoutier est autrice et réalisatrice de documentaires radiophoniques, notamment pour France Culture et pour France Télévisions.
Issue d'une famille propriétaire d'un domaine viticole depuis plusieurs générations, elle a réalisé de nombreux documentaires et reportages autour de la gastronomie.
En 2005, elle a été membre du jury de la section Un certain regard au Festival de Cannes 2005.
En 2006, à la suite du suicide de sa sœur, Katia Chapoutier découvre les conséquences du suicide sur l'entourage des victimes. Cela l'incite à enquêter sur le suicide et ses conséquences sur l'entourage de la victime.
En 2017, elle publie chez les Éditions Le Passeur La vie après le suicide d'un proche, qui accompagne un documentaire du même nom. Elle donne la parole à de nombreux endeuillés du suicide, mettant en évidence l'onde de choc d'un passage à l'acte sur l'entourage. L'objectif de la journaliste est de briser le tabou autour du suicide, le rendre plus visible dans les médias, pour mieux le prévenir.

## Publications
- 100 Femmes inoubliables, éditions Solar, 2010.
- Working girl : comment réussir sa carrière et sa vie perso, adaptation du best-seller de Nicole Williams, Éditions Diateino, 2011
- Lost in Jérusalem, Éditions Le Passeur, 2013
- Les Vies secrètes de Paris, Éditions Le Passeur, 2014
- La Vie après le suicide d'un proche, Éditions Le Passeur 2017[2]
- Frères et sœurs de pouvoir, Éditions Alesio 2019[6]
- La Revanche d'une femme de Dominique Loiseau avec la collaboration de Katia Chapoutier Éditions Michel Lafon -2021
- Toujours lost in Jérusalem, Éditions Le Passeur 2022 Poche
- Haute Couture- une vie aux côtés des plus grands couturiers de Colette Maciet avec la collaboration de Katia Chapoutier Éditions Michel Lafon- 2024

## Documentaires télévisés
Entre 2007 et 2021, Katia Chapoutier a réalisé plus d'une quarantaine de documentaires principalement pour France Télévisions.
- Trésors d'Ambassade France 5 52'-2007 - Eclectic productions[7]
- Les Palais de Gustave III 52' pour la Collection Palais d'Europe de France 5 - Eclectic productions 2006
- Les Fous de Géricault 26’ France 5/Collection Enquête d’Art Eclectic Productions-2008
- Vénus et Adonis de Poussin 26’ France 5/Collection Enquête d’Art Eclectic Productions -2009
- Les Coulisses de la Tour Eiffel 40’ France 3/Des Racines et Des Ailes TSVP Prod-2009
- Notre Dame se refait une beauté 26’ France 3- Des Racines et Des Ailes Eclectic Productions 2009
- Les Grands Bâtisseurs d’Istanbul 26’ France 3/Des Racines et Des Ailes Eclectic Productions-2009
- Le Buste d’Elisa Bonaparte par Bartolini 26’ France 5/ Collection Enquête d’Art Eclectic Productions-2010
- La Vierge à la Guirlande de Botticelli 26’ France 5/ Collection Enquête d’Art Eclectic Productions-2010
- L’Oie de Paul Gauguin 26’ France 5/ Collection Enquête d’Art Eclectic Productions-2010
- Les Coulisses de l’Opéra Garnier 40’ France 3/Des Racines et Des Ailes TSVP Prod-2010
- Les Gens du Marais 26’ France 3/Des Racines et Des Ailes TSVP Prod-2010
- Le Marchand de Bestiaux de Marc Chagall 26’ France 5/Collection Enquête d’Art Eclectic Productions-2011
- Les Coulisses du Musée d’Orsay 40’ France 3/Des Racines et Des Ailes TSVP Prod-2011
- De la Cornouaille au Léon 110’ France 3/Des Racines et Des Ailes Eclectic Productions-2012
- Le Goût du Jura 110’ France 3/Des Racines et Des Ailes Eclectic Productions-2012
- L’Affaire Véronique Murcia 40’ Planète/Program 33- 2013
- Le Grand Trianon, le Palais intime des rois de France 40’ France 3/Des Racines et des Ailes TSVP Prod-2013
- La Nature d’Alfons Mucha  26’ France 5/ Collection Enquête d’Art Eclectic Productions-2013
- Le Ballet de l’Opéra de Paris au Bolchoï 52’ France 5/Eléphant Doc-2013
- Chanel-Schiaparelli, Le Noir et Le Rose 52’ France 5/Collection Duel MDAM prod-2013
- Philippe Bouvard, ambitions inachevées 90’ France 2/Un Jour Un Destin Magnéto Presse-2014
- L’Age mûr de Camille Claudel 26’ France 5/ Collection Enquête d’Art Eclectic Productions-2014
- Travaux chocs pour hôtel chic, la renaissance du Plaza 52’ France 5/Eléphant Doc-2014
- La Rocambolesque Histoire de la Bande Dessinée 52’ Paris Première/Let’s Pix productions-2014
- Une Famille sur la Banquise : 60 min TF1reportages- 2016 - Eléphant Doc[8]- Sélectionné aux Ecrans de l'Aventure de Dijon, au Festival du film d'Aventure de la Rochelle et au Festival Phot'Aubrac- Prix Coup de cœur du Jury au Festival Rendez vous de l'Aventure Lons Le Saunier
- Galaxie Michalak 52’ France 2/Déclic Productions-2015
- Martinique, un Paradis vert 52’ France Ô/ Eclectic Productions-2015
- Martinique, Terre de mémoire 52’ France Ô/Eclectic Productions-2015
- Les Étonnants Visages de Martinique 110’ France Ô/Eclectic Productions- 2015
- Secrets de Bibliothèques 60’ TF1/Reportages Déclic productions-2016
- Du Mont Lozère aux Plateaux de l’Aubrac 110’ France 3/Des Racines et Des Ailes Eclectic Productions-2016
- Les Petites Mains de l'avenue Montaigne : 52 min France 5-2016- Cocottesminute productions[9]
- Diana, la Mort d’une Princesse Médiatique 26’ Arte/Série Faits Divers, Histoire à la Une Program 33-2017
- Fritz Haarman, le vampire de Weimar 26’ Arte/ Série Faits Divers, Histoire à la Une Program 33-2017
- La Vie après le suicide d'un proche. 70 min France 5 - 2018- - Eléphant Doc[5]
- Les Secrets des Ventes aux Enchères 60’ TF1 reportages/KM prod-2018
- Denis Podalydès, Pour l'amour du jeu . 52 min pour la série Influence- France 5 - 2019- Eléphant Doc[10]
- Le Puy de Dôme. 52 min pour la série Les 100 lieux qu'il faut voir- France 5 - 2019- Morgane Productions
- Premiers de corvée : maires de campagne, 52 minutes France 3-2019- Cinétévé Productions[11]
- Bernard Loiseau, l’Etoile filante  45’ France 2/13.15- 2P2L-2020
- Des Vies sans École 52 minutes France 2 Infrarouge -2021- Program 33[12]
- Génération Laudato Si 26’ France 2/Jour du Seigneur-CFRT-2P2L—2020
- Suicide, éviter l’irréparable 26’ France 5/Magazine de la santé 17 juin Productions-2020
- Vivre avec la Maladie à Corps de Lewy 26’ France 5/Magazine de la santé 17 juin Productions-2021
- Le Monde de Dorianne 52’ France 3/ Chasseur d'étoiles productions -2021
- Sur les Pas de Jésus 45' C8/Pernel Media-2021
- Les Miracles de Jésus 45' C8/Pernel Media-2021
- Les Violons de l'Espoir  52' Histoire TV- Public senat-TV 5/Adamis productions-2022
- Trésors des plus beaux jardins français  90' France 5 /Martange productions-2022
- Trésors des plus beaux Jardins français, Jardins d'histoire 52' France 5 /Martange productions-2022
- Trésors des plus beaux Jardins français, Jardins de Créateurs  52' France 5 /Martange productions-2022
- La Vraie histoire des trois mousquetaires, 52' Histoire TV-2023
- ELLE parle d'ELLE : Géraldine Nakache raconte Gisèle Halimi  52' Canal + Troisième oeil -2023
- ELLE parle d'ELLE : Claudia Tagbo raconte Aretha Franklin  52' Canal + Troisième oeil -2023
- ELLE parle d'ELLE : Aure Atika raconte Annie Girardot  52' Canal + Troisième oeil -2023
- Jérusalem secrète 70' C8/Adamis productions-2023
- Passeurs de vie 52' France 3/LCP Program 33-2024
- Tikal, la cité de la jungle 52' Planète + Pernel Media -2024
- Chichen Itza, la ville sacrée des Mayas 52' Planète + Pernel Media -2024
- Marie-Laure Garnier, la Carmen de Cayenne 52'  France 3/France 4  Cocottesminute Productions- 2025

## Documentaires radiophoniques
Collaboratrice régulière de Radio Canada, elle a aussi réalisé des documentaires pour France Culture.
- « La Pétanque, sport de haut niveau » documentaire radiophonique de 58 minutes pour France Culture - 2008[13]
- Le Projet de la Grande Mosquée de Clichy-sous-bois documentaire radiophonique de 58 minutes pour France Culture-2008
- L’Autre Affaire Distilbène 26’ pour les Pieds sur Terre France Culture-2008
- Radiographie de la visite médicale 2 x 26’ pour les Pieds sur Terre France Culture -2009
- Le Risque et le Raisonnable documentaire radiophonique de 53 minutes pour France Culture- 2011
- École maternelle, école de la vie ?documentaire radiophonique de 53 minutes pour France Culture-2010
- Le Goût en héritage documentaire radiophonique de 53 minutes pour France Culture-Sur Les Docks- 2014[14]
- "L'Allemand qui aidait les Juifs" documentaire radiophonique 60 minutes pour France Culture- 2016[15]